# Konrad Hartelt
Konrad Hartelt (* 17. Dezember 1940 in Treschen, Landkreis Breslau, Provinz Niederschlesien) ist ein deutscher römisch-katholischer Kirchenrechtler.

## Leben
Nach Flucht oder Vertreibung aus Schlesien studierte Konrad Hartelt in Erfurt Philosophie und Katholische Theologie. Am 27. Juni 1965 empfing er im Kloster Neuzelle die Priesterweihe. Danach war er Kaplan in Finsterwalde (1965–1968) und in Görlitz (1968–1969). Von 1969 bis 1972 war er Bischöflicher Sekretär, anschließend Ordinariatsassessor und Vizeoffizial.
Von 1979 bis 1982 war er mit der Wahrnehmung der Obliegenheiten des Lehrstuhls für Kirchenrecht (Dozent) am Philosophisch-Theologischen Studium Erfurt beauftragt. Danach verwaltete er 1989 den Lehrstuhls für Kirchenrecht am Philosophisch-Theologischen Studium Erfurt. Von 1989 bis 2005 war er ordentlicher Professor für Kirchenrecht an der Katholisch-Theologischen Fakultät der Universität Erfurt. Die Theologische Fakultät Erfurt leitete er von 1992 bis 1993 als Rektor, 1993 bis 1994 als Prorektor.  
Seit 1985 ist er zugleich Seelsorger in der Filialgemeinde Erfurt-Bischleben.

## Schriften (Auswahl)
- Die Diözesan- und Regionalsynoden im deutschen Sprachraum nach dem Zweiten Vatikanum. Rechtshistorische und rechtstheologische Aspekte der Verwirklichung des Synodalprinzips in der Struktur der Kirche der Gegenwart. Sankt-Benno-Verlag, Leipzig 1979, OCLC 6809547.
- Ferdinand Piontek (1878–1963). Leben und Wirken eines schlesischen Priesters und Bischofs (= Quellen zur Kirchen- und Kulturgeschichte Ostdeutschlands. Band 39). Böhlau Verlag, Köln/Weimar 2008, ISBN 978-3-412-20143-2.
- Der Kapitelsvikar des Erzbistums Breslau Gerhard Schaffran und das Erzbischöfliche Amt Görlitz (1963–1972) (= Arbeiten zur schlesischen Kirchengeschichte. Band 20). Aschendorff, Münster 2009, ISBN 978-3-402-10178-0.
- Joseph Negwer (1882–1964). Der letzte deutsche Generalvikar des Erzbistums Breslau (= Arbeiten zur schlesischen Kirchengeschichte. Band 22). Aschendorff, Münster 2012, ISBN 978-3-402-10180-3.